# Dnevnyje zvjozdy
Dnevnyje zvjozdy (russisk: Дневные звёзды) er en sovjetisk spillefilm fra 1966 af Igor Talankin.

## Medvirkende
- Alla Demidova som Olga Bergoltts
- Andrej Popov
- Konstantin Baranov som Nikolaj
- Tatjana Lennikova
- Aleksandra Malysjeva